# 大高坪苗族乡
大高坪苗族乡，是中华人民共和国湖南省怀化市通道侗族自治县下辖的一个乡镇级行政单位。

## 行政区划
大高坪苗族乡下辖以下地区：
大高坪村、黄柏村、地了村和龙寨塘村。